# Полибије
Полибије (грч. Πολύβιος; око 203 — 118. п. н. е.) је био грчки историчар. Његово најпознатије дело су Историје, које покривају период између 264. и 146. године пре н. е. Сматра се наследником Тукидида и претечом историјског истраживања у данашњем смислу, пре свега због свог систематичног трагања за узроцима историјских догађаја и процеса.

## Рад
Полибије је главни извор за рану римску историју тј. за историју Римске Републике након освајања Италије. Посебно је значајан као извор за историју Пунских ратова јер је писао најближе тим догађајима од нама сачуваних извора, а о трећем Пунском рату сведочи као директни посматрач. Главни разлог његове упознатости са римском историјом је тај што је провео је 16 година у Риму као заробљеник пошто је претходно био један од вођа противримског Ахајског савеза у Грчкој. У Риму је постао учитељ и пријатељ младог Сципиона Емилијана, пријатељство са њим му је помогло да посматра изблиза најбитније догађаје Римске Републике. Тамо је такође имао прилике да посматра изблиза организацију и функционисање Римске државе и њему припада слава да је први извршио њену политичку анализу.
Међутим, основне идеје од којих је он пошао нису изворно његове већ углавном идеје Платона и Аристотела. Прва је идеја о постојању правилних и изопачених облика влада. Друга је о цикличном смењивању ових облика сходно извесној законитости. Трећа је идеја о томе да је најбоља мешовита влада.
Полибије усваја Аристотелову класификацију облика државе, по којој има шест облика, три правилна и три изопачена: монархија, аристократија и демократија и тиранија, олигархија и охлократија (изопачен облик демократије). Полибије је посебну пажњу посветио утврђивању законитости у смењивању ових облика. 
Према Полибију, први облик владе јесте владавина једног, заснована на сили као последица слабости маса услед поплава и других несрећа. Са развојем друштва појављује се идеја правде и самодржац почиње да влада на основу правде и пристанка маса, а не на основу силе — тиме је остварена монархија. Али поступно крај престаје да поштује правду и претвара се у тиранина. Отпором против њега руководе најбољи људи који заводе аристократију. Ова се међутим кварењем претвара у олигархију, а ова, опет, изазива револт маса и демократију. Кад народ постане са своје стране тиранин, онда је то охлократија. Овај облик опет изазива владу једног новог деспота, која се заснива на сили и циклус почиње испочетка.
По њему, ако се жели постићи стабилна влада, мора се успоставити мешовит облик државе, који су препоручивали Платон и Аристотел. Полибије мешовиту владу схвата буквално, за разлику од поменутих, дакле као мешавину равноправних елемената разних облика. Притом је развио и једну врсту теорије о подели и равнотежи власти. У његовој влади су помешана три облика — монархија, аристократија и демократија. Конзули у њој представљају монархију, Сенат аристократију а Скупштина демократију и они се међусобно ограничавају и контролишу. Полибије је претходник Монтескјеа.
Полибију се приписује и метод шифровања порука уз помоћ „Полибијевог квадрата“, у којем се слова распоређују слева надесно и одозго надоле у систему од 5 х 5 квадрата који су изнад и са леве стране означени са по 5 бројева. На основу бројних шифара и укрштања колоне и реда добијају се појединачна слова шифроване поруке.